# 상록호
상록호(常綠號)는 1972년부터 1974년까지 운행한 경부선 특급열차의 이름이다.

## 이름 유래
이 열차는 원래 통일호로 운행되었으나, 1972년에 이름을 바꾸었다. 일제강점기부터 8·15 해방 전후의 혼란기나 한국 전쟁 당시의 어려운 시기에도 45년간 철도에 몸담았던 상록 이병익(常綠 李柄益) 기관사의 공적을 기려서, 그의 호를 딴 것이다. 이병익은 이후 홍익회의 상임위원으로 위촉되었으며, 철도청으로부터 종신 무료승차권을 받았다.

## 역사
- 1972년 12월 20일 : 운행 개시[1]
- 1974년 8월 15일 : 통일호로 통합되며 폐지[2]